# سردنده

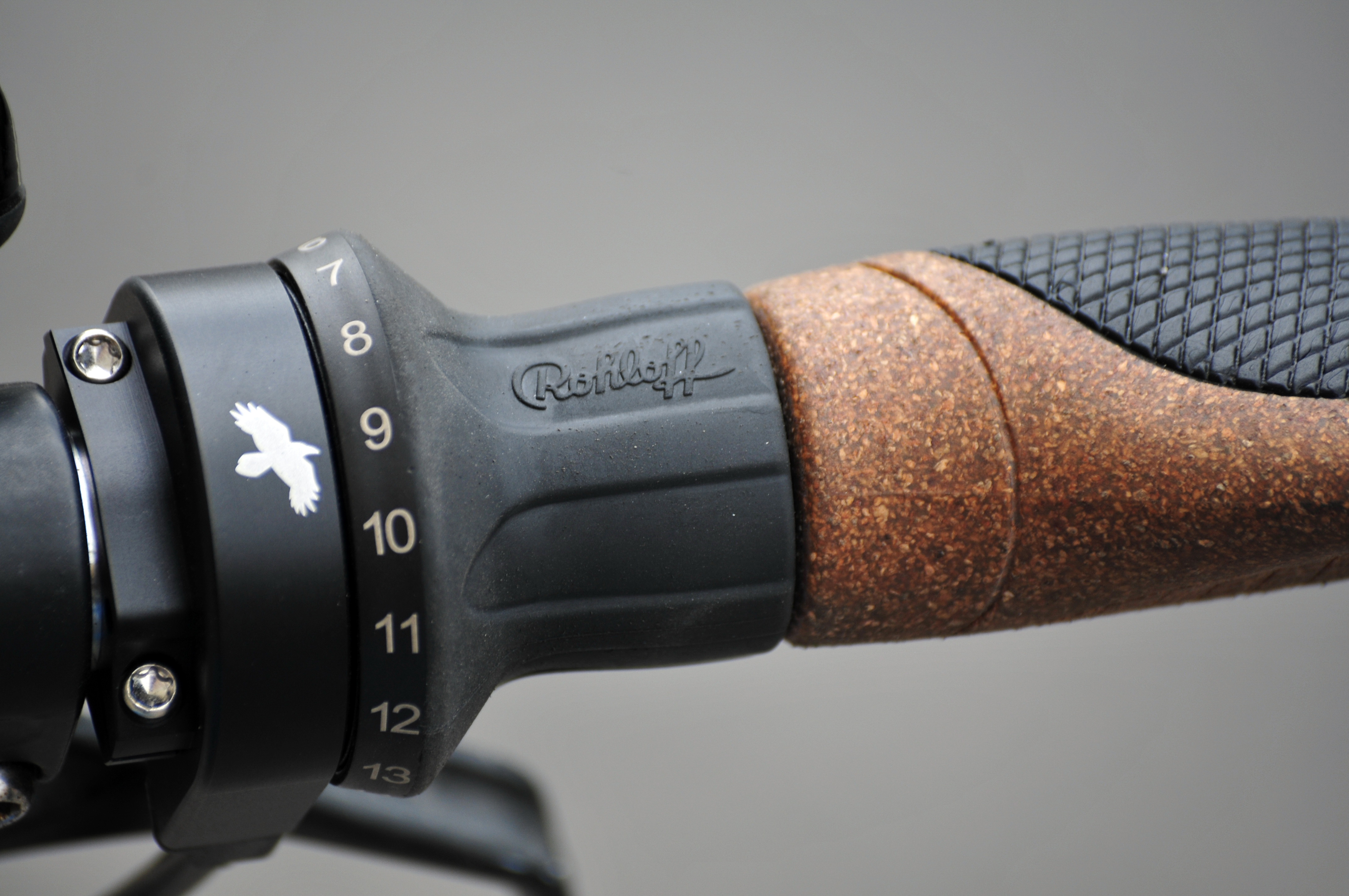
دنده‌عوض‌کن چرخشی.

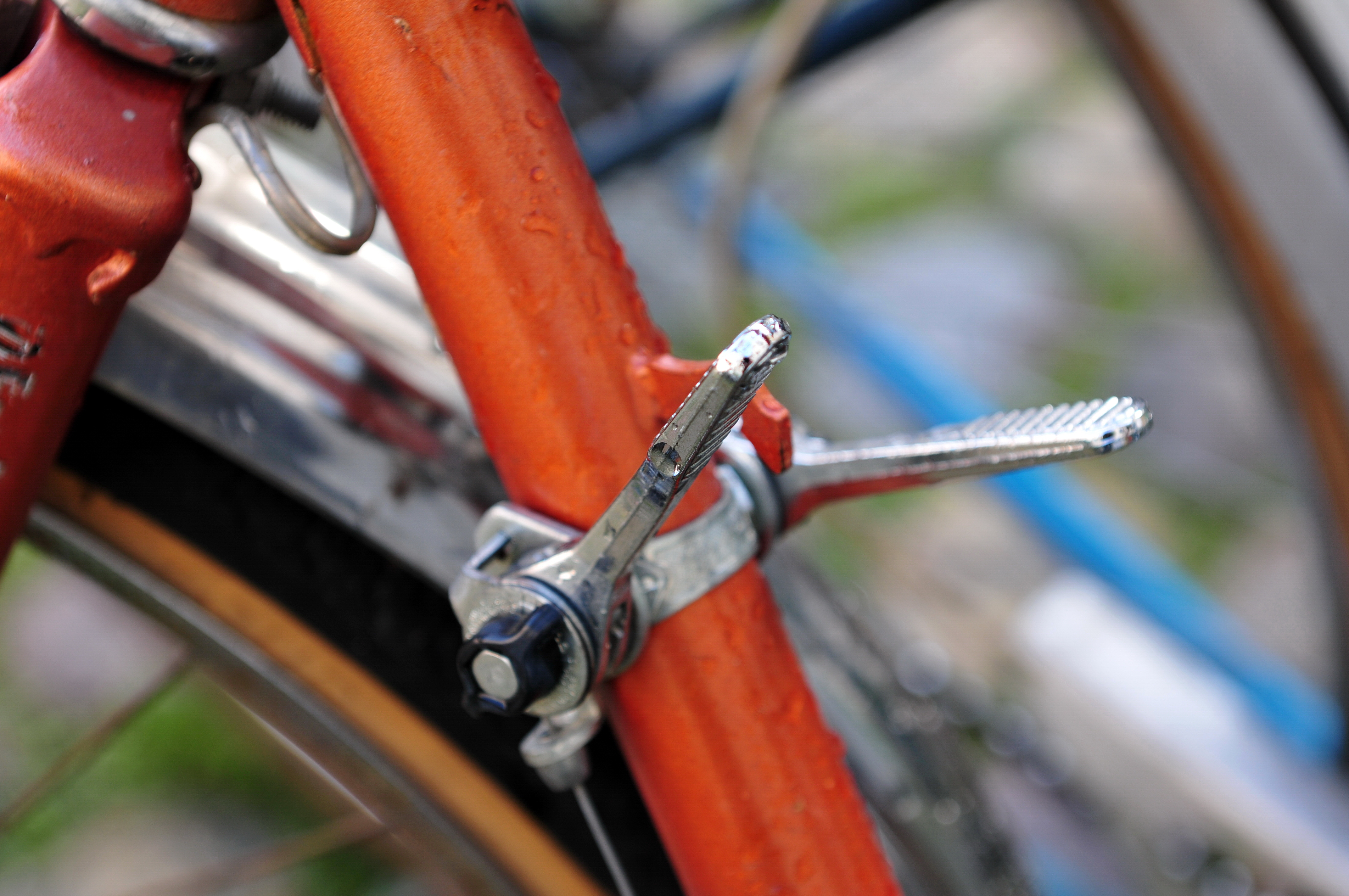
نمونه‌ای از دنده‌عوض‌کن.

سردنده (انگلیسی: Shifter) یا دنده‌عوض‌کن یک اصطلاح کلی برای انواع مختلفی از سوئیچ‌ها برای فعال کردن دستگاه دنده در دوچرخه یا موتورسیکلت است.

## تاریخچه
چرخ‌دنده‌های سیاره‌ای از دهه ۱۸۸۰ برای سه چرخه‌ها استفاده می‌شدند. اولین توپی‌های دنده‌ای دو سرعته برای دوچرخه‌ها توسط Seard Thomas Johnson آمریکایی در سال ۱۸۹۵ و William Reilly انگلیسی در سال ۱۸۹۶ اختراع شدند. توپی دو سرعته Reilly از سال ۱۸۹۸ توسط شرکت "The Hub" تولید شد. در سال ۱۹۰۲، Reilly یک توپی دنده‌ای سه سرعته طراحی کرد که تحت نام همکارش James Archer ثبت اختراع شد و توسط شرکت Sturmey-Archer تولید شد. از سال ۱۹۰۲ توپی‌های دنده‌ای وجود داشتند که توسط شرکت Wanderer اختراع شدند. اولین توپی آماده برای بازار توسط شرکت Sachs در سال ۱۹۰۷ طراحی شد و تا به امروز به شکل اصلاح‌شده رایج است. از توپی دو سرعته آن زمان، در سال ۱۹۲۴ توپی Torpedo-3-Gang با ترمز پایی ساخته شد که امروزه توسط SRAM توزیع می‌شود.
دستگاه‌های دنده زنجیری از سال ۱۹۳۵ اختراع شدند. دنده‌های زنجیری دهه‌های ۳۰ و ۴۰ هنوز به‌طور مستقیم، یعنی بدون روکش سیم کار می‌کردند. اولین مدل‌های نه چندان مناسب دارای سازوکارهای میله‌ای بودند. تعویض‌کننده زنجیر دارای یک میله فلزی با یک اهرم در انتهای دیگر بود. این با دست یا پا کار می‌کرد. اهرم دنده اساساً فقط یک میله فلزی بود که با آن می‌توانستید حفاظ زنجیر را مستقیماً به جلو و عقب بچرخانید. توپی‌های دنده‌ای همیشه با روکش سیم کار می‌کردند، دسته دنده‌های گردان برای این کار معمول بود.
تنها در اوایل دهه ۱۹۶۰ بود که اهرم‌ها به دست‌های دوچرخه‌سوار نزدیک‌تر شدند. این کار - تا به امروز - از طریق یک روکش سیم انجام می‌شود. با استفاده از یک اهرم، روکش سیم را می‌کشید، که تعویض دنده عقب یا جلو را تنظیم می‌کند. اگر روکش سیم را شل کنید، یک فنر قفس دنده را در جهت مخالف حرکت می‌دهد.
علاوه بر این، سیستم‌های فعال هیدرولیکی و همچنین دستگاه‌های دنده الکتریکی نیز وجود دارند.

## سردنده‌های اصطکاکی یا انگشتی
در سردنده‌های اصطکاکی، یک نیروی اصطکاک خاص باعث می‌شود که فنر در تعویض دنده عقب یا جلو به‌طور مستقل تغییر نکند. دوچرخه‌سوار نه تنها هنگام کشیدن روکش سیم باید نیروی خاصی را اعمال کند، بلکه همچنین زمانی که می‌خواهد سیم باودن را شل کند نیز باید این کار را انجام دهد.
سردنده‌های انگشتی در هر مرحله دنده قفل می‌شوند. فاصله سیم‌کشی در هر مرحله تعویض دنده به فاصله چرخ دنده‌ها و نسبت دنده سیستم تعویض دنده (که بسته به مرحله دنده می‌تواند متغیر باشد) بستگی دارد. دو نوع طراحی اساسی وجود دارد: عنصر فعال پس از فرایند تعویض دنده در موقعیت جدید باقی می‌ماند - مشابه اهرم اصطکاکی - یا عنصر فعال پس از هر فرایند تعویض دنده به موقعیت اولیه خود بازمی‌گردد. این گاهی اوقات به عنوان سردنده ماشه‌ای نیز نامیده می‌شود. در اینجا طرح‌هایی با یک عنصر فعال واحد یا با یک اهرم یا دکمه فعال‌سازی برای هر یک از دو جهت تعویض دنده وجود دارد.
حدود سال ۱۹۹۰، تعدادی سیستم دنده زنجیری وجود داشت که مستقیماً در عقب روی تعویض دنده انگشتی می‌شدند. به عنوان مثال می‌توان به Shimano Positron (با استثنائات) و Sachs Commander اشاره کرد. برخی از آنها از یک روکش سیم استفاده می‌کردند که فشار را نیز منتقل می‌کرد، برخی دیگر دارای اتصال سریع بین تعویض دنده عقب و روکش متناسب بودند. تلاش مکانیکی بالا، گاهی اوقات عدم وجود گزینه‌های تنظیم، و حساسیت بیشتر به آلودگی در دراز مدت را می‌توان ذکر کرد. این فناوری تعویض دنده نتوانست خود را تثبیت کند.
توپی‌های دنده‌ای در گذشته همیشه سیستم‌های انگشتی بودند، زیرا تنظیم نادرست اهرم می‌تواند به راحتی به سازوکار آسیب برساند. یک استثنا، سامانهٔ انتقال قدرت پیوسته NuVinci و همچنین Rohloff Speedhub 500/14 است که در آن انگشتی کردن در توپی انجام می‌شود. در دنده‌های زنجیری، سردنده‌های اصطکاکی تا اواسط دهه ۱۹۸۰ رایج بودند، که در آن‌ها موقعیت صحیح سردنده باید تخمین زده می‌شد، «احساس» می‌شد یا با نگاه کردن به زنجیر بررسی می‌شد.

## دسته‌دندهٔ گَردان
این قدیمی‌ترین نوع دسته دنده است که در موتورسیکلت‌ها (Mofas) نیز رایج بود. برای چندین دهه به فراموشی سپرده شد، اما در سال ۱۹۹۰ توسط شرکت Campagnolo با مدل "Bullet" برای دوچرخه‌های کوهستان (ATBs) دوباره کشف شد. در حالی که دسته‌های Bullet به‌طور کلی چرخانده می‌شوند، نوع دیگری با یک دسته تقسیم‌شده مشخص می‌شود. این دسته‌ها در حال حاضر در دوچرخه‌های کوهستان و تورینگ محبوبیت مجدد پیدا کرده‌اند. نام محصول "Grip Shift" شرکت SRAM به مترادف دسته دنده گردان تبدیل شده است.
شرکت‌های دیگر (مانند Rohloff) نیز از دسته دنده‌های گردان استفاده می‌کنند که در آن‌ها فقط بخشی از دسته فرمان می‌چرخد.
دسته دنده‌های گردان بسیار ساده ساخته می‌شوند و بنابراین تقریباً منحصراً در بخش قیمت پایین یافت می‌شوند. آنها عمدتاً از پلاستیک‌های ریخته‌گری شده و چهار یا در ساده‌ترین حالت حتی فقط از دو قسمت تشکیل شده‌اند. یک نمایشگر دنده قابل مشاهده را می‌توان با چاپ ساده اعداد دنده روی دسته دنده گردان به دست آورد.
مدل‌های با کیفیت بالا نیز وجود دارند که امکان تعویض دنده دقیق در دراز مدت را فراهم می‌کنند.
دسته‌دنده‌های گردان به صورت اصطکاکی و همچنین در مدل‌های انگشتی موجود هستند. در بسیاری از سیستم‌های دنده امروزی، ایندکس کردن در دسته انجام می‌شود که این امر آن را پیچیده و پرهزینه می‌کند. در این مدل، روکش‌های سیم باید دقیق‌تر ساخته شوند، زیرا آنها مسئول دقت تعویض دنده هستند. تنها استثنا در حال حاضر یک توپی دنده از Rohloff است که در آن ایندکس کردن در سیستم دنده انجام می‌شود.
دسته‌دنده‌های گردان به‌طور قابل توجهی کمتر از سایر طرح‌های دسته دنده مستعد خرابی هستند، زیرا هیچ قسمت بیرون زده‌ای ندارند که بتواند گیر کند، خم شود یا بشکند. مکانیک ظریف تا حدی موجود در داخل دسته به خوبی کپسوله شده و در برابر کثیفی مقاوم است. فرآیندهای تعویض دنده بصری‌تر انجام می‌شوند، زیرا فقط یک عنصر کنترل برای هر سیستم دنده وجود دارد و می‌توان همه دنده‌ها را یکی پس از دیگری تغییر داد.

## سردنده‌های روی چارچوب
این نوع سردنده‌ها در دوچرخه‌های مسابقه‌ای رایج بودند، اما امروزه دیگر معمول نیستند. یک یا دو سردنده در یک سوم بالایی لوله پایین روی پایه‌های لحیم‌شده یا یک گیره نصب می‌شوند. فرایند تعویض دنده نسبتاً طولانی است، زیرا برای کار با آن ابتدا باید یک دست را از روی فرمان بردارید و به سمت پایین بگیرید. آنها به صورت سردنده‌های اصطکاکی و سیستم‌های انگشتی (از حدود سال ۱۹۸۵) وجود دارند. یک مزیت این است که روکش‌های سیم را می‌توان بدون غلاف نصب کرد و بنابراین با اصطکاک بسیار کم‌کار می‌کنند و معمولاً سبک‌تر از سردنده‌های ترمز هستند.

## سردنده‌های روی دسته فرمان
این سردنده‌ها در دهه ۱۹۸۰ تا اواسط دهه ۱۹۹۰ عمدتاً در دستگاه‌های دنده زنجیری انگشتی استفاده می‌شدند. آنها شبیه سردنده‌های روی فریم هستند و امروزه معمولاً به صورت نو در دسترس نیستند.

## سردنده‌های شستی روی فرمان
با اولین دوچرخه‌های کوهستان، سردنده‌های شستی انگشتی، قابل تعویض و غیرانگشتی ظاهر شدند که دیگر نیازی به تغییر حالت دست برای تعویض دنده نداشتند. این اهرم‌های نسبتاً جمع و جور، پایدار و معمولاً با عملکرد نرم، بالای فرمان قرار داشتند. سردنده‌های شستی ساده هنوز هم در بازار لوازم جانبی موجود هستند.

## سردنده‌های روی دسته ترمز

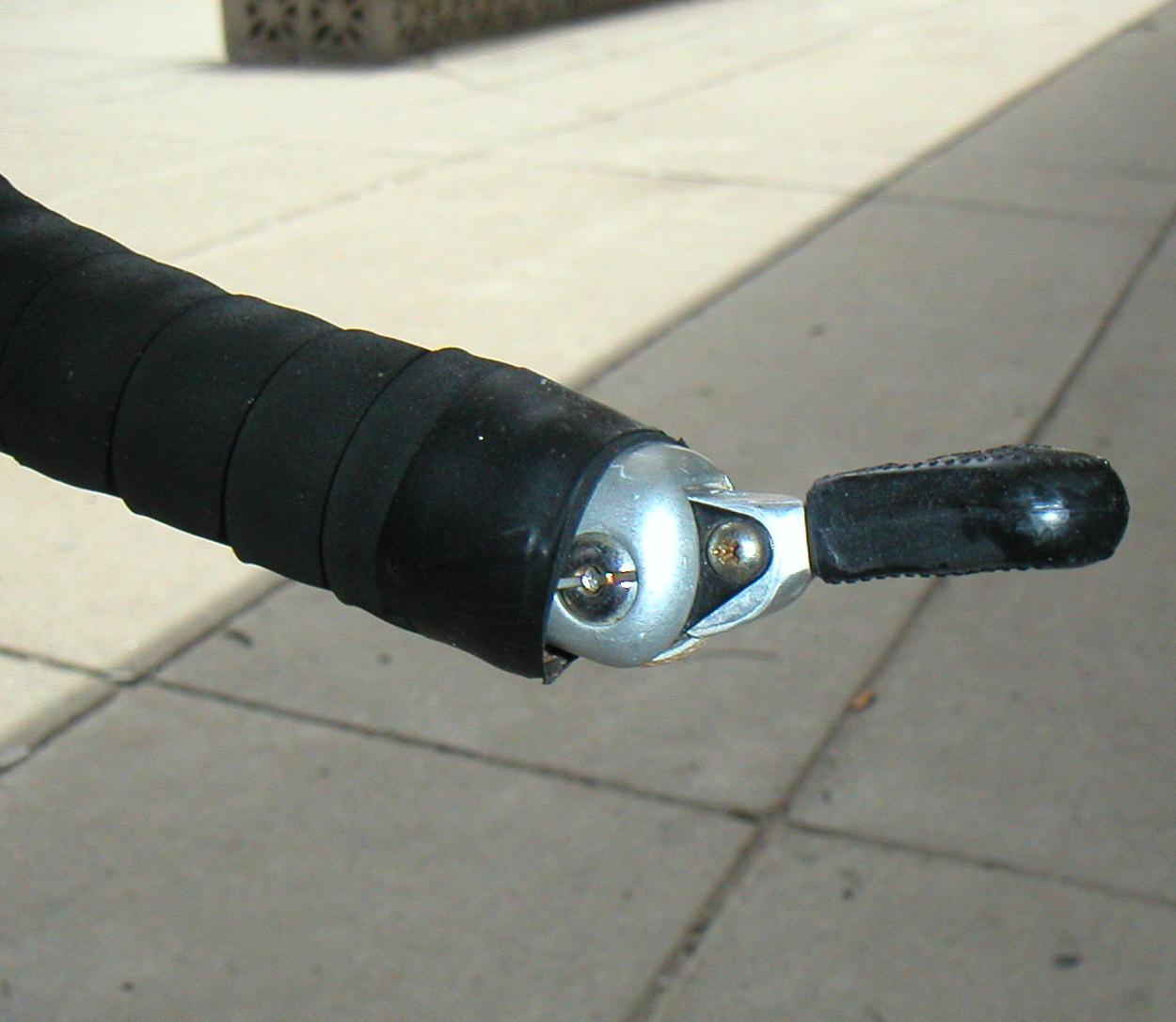
سردنده ته‌میله‌ای

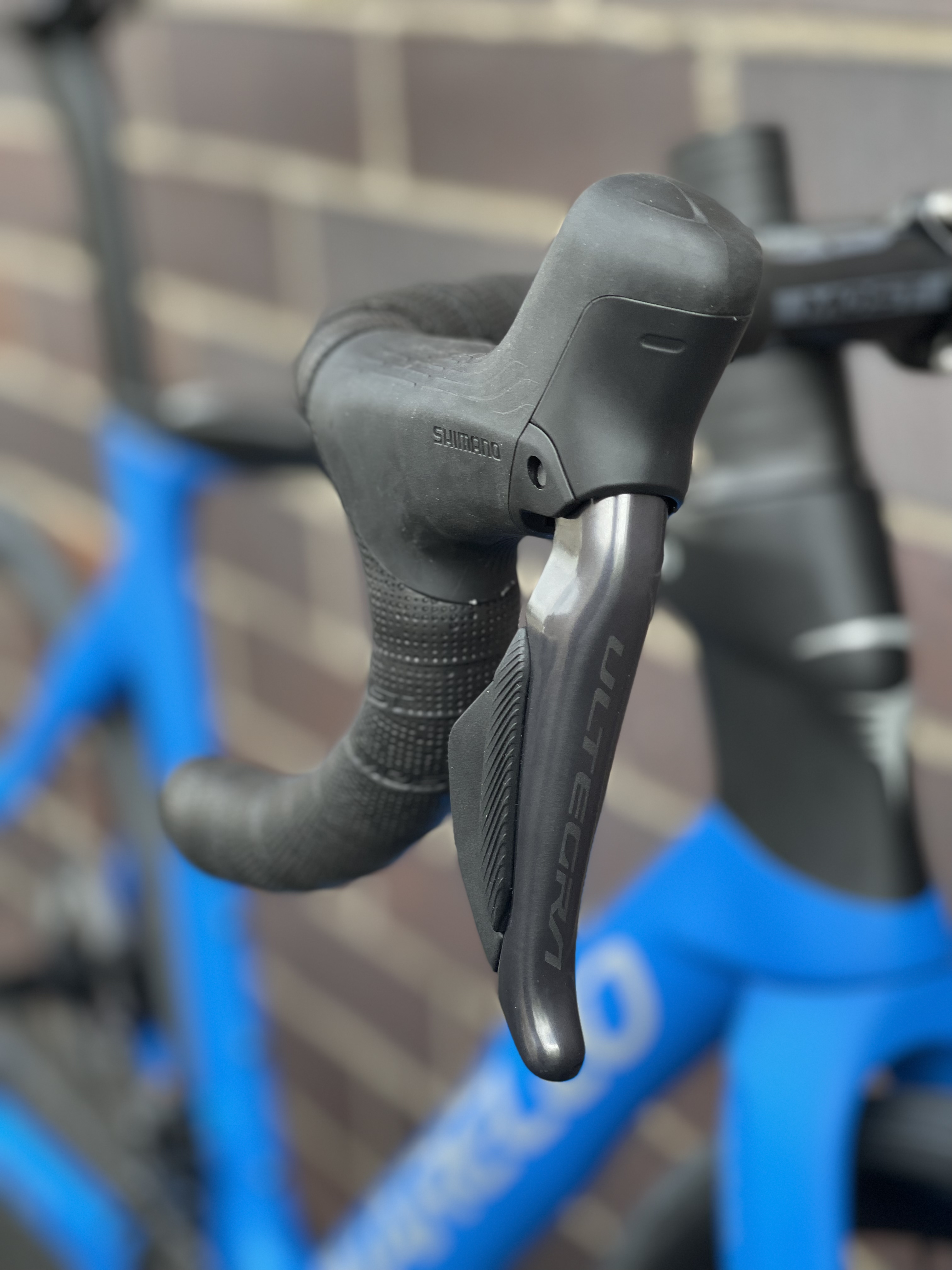
دنده‌عوض‌کن دوچرخه کوهستانی.

این نوع سردنده‌ها عمدتاً در دوچرخه‌های کوهستان و بیراهه‌نوردی استفاده می‌شوند. فعال‌سازی از طریق اهرم‌های کوچک یا دکمه‌هایی انجام می‌شود که با انگشت شست یا اشاره کار می‌کنند. سردنده‌های این نوع اساساً انگشتی هستند. آنها اغلب با اهرم‌های ترمز ترکیب می‌شوند که با انگشتان میانی و حلقه‌ای کار می‌کنند؛ بنابراین، تا حدی می‌توان همزمان ترمز کرد و دنده را عوض کرد. برخی از اهرم‌ها امکان تعویض چندین دنده را به‌طور همزمان فراهم می‌کنند (به عنوان مثال Shimano Rapid Fire).

## سردنده‌های مخصوص دسته‌های کمکی فرمان
دوچرخه‌های مسابقه سه‌گانه دارای یک دسته کمکی روی فرمان برای قرار دادن ساعد هستند، به طوری که دوچرخه‌سوار می‌تواند برای مدت طولانی‌تری در حالت خمیده شدید رانندگی کند. سردنده‌های مخصوص برای این دسته‌های کمکی وجود دارد. سردنده‌های قاب که با گیره وصل می‌شوند نیز می‌توانند استفاده شوند.

## سردنده‌های انتهای فرمان
از دهه ۱۹۶۰ در دوچرخه‌های Cyclocross رایج بوده‌اند. بعداً در دوچرخه‌های مسافرتی و مسابقه‌ای نیز رایج شدند - به ویژه در دسته‌های کمکی فرمان برای مسابقات سه‌گانه. از دهه ۱۹۸۰، آنها به عنوان اهرم‌های انگشتی نیز در دسترس هستند (به عنوان مثال SunTour XC-Pro و غیره). در برخی از اهرم‌ها (Shimano)، عملکرد انگشتی را می‌توان غیرفعال کرد.

## سردنده‌های ترمز
این نوع سردنده‌ها جایگزین سردنده‌های روی فریم شده‌اند و در دوچرخه‌های مسابقه‌ای و دوچرخه‌های مشابه رایج شده‌اند. در دهه ۲۰۰۰، این گزینه تعویض دنده توسط Shimano برای دوچرخه‌های کوهستان نیز ارائه شد. دنده با کج کردن جانبی دسته‌های ترمز یا با یک اهرم اضافی بلافاصله پشت دسته ترمز تعویض می‌شود.